# Stričići
Stričići su naseljeno mjesto u sastavu Grada Banje Luke, Republika Srpska, BiH.

## Stanovništvo
| Stričići           |              |
| godina popisa      | 1991.        |
| Hrvati             | 0            |
| Srbi               | 258 (98,70%) |
| Muslimani          | 0            |
| Jugoslaveni        | 6 (1,29%)    |
| ostali i nepoznato | 0            |
| ukupno             | 264          |